# Дженніфер Меєр
Дженніфер Меєр (нар. 23 квітня 1977) — американський дизайнер ювелірних виробів.

## Раннє життя
Меєр народилась в єврейській родині в Лос-Анджелесі, Каліфорнія. Вона є дочкою Рональда Меєра, який був віце-головою NBC Universal до 18 серпня 2020 року, а раніше був президентом і генеральним директором Universal Studios. Її мати — перша дружина Рональда Меєра, Еллен. Її вітчим — рабін Девід Барон (голова храму Шалом для мистецтв), і її мачуха — Келлі Чепмен. Вона почала виготовляти прикраси разом зі своєю бабусею Едіт Меєр, яка почала навчати Дженніфер робити ювелірні прикраси з емаллю, коли їй було шість років. У 1999 році, закінчивши навчання з дитячої та сімейної психології в Сіракузькому університеті, вона повернулася до Лос-Анджелеса. У Лос-Анджелесі вона працювала в Ralph Lauren і почала розробляти ювелірні вироби.

## Кар'єра
Дженніфер повернулася до свого ювелірного виробництва і створила свою однойменну лінію ювелірних виробів у 2003 році. У 2004 році, вона розробила свій фірмовий шарм із 18-каратного золота у формі листа, який для неї символізує «перевернення нового аркуша». Її ювелірні вироби дебютували в національному масштабі, коли голлівудський стиліст вибрав одну з підвісок Меєр з листям для Дженніфер Еністон, щоб одягнути її у фільм «Розлучення по-американськи» у 2006 році.
Відкриття призвело до того, що Меєр заснувала власну компанію Jennifer Meyer Jewelry, а її лінійку кілець, оберегів, підвісок і намиста поширюють через такі розкішні магазини, як Barneys New York і Net-a-Porter.com. Вона була названа ювеліром року 2007 року у номері журналу США «Hot Hollywood Style». Її медальон у формі серця прикрашає шию Мері Джейн Вотсон (Кірстен Данст) як подарунок від її хлопця Пітера Паркера (Тобі Магвайр) у Людині-павуку 3. У 2012 році Jennifer Meyer Jewelry отримала нагороду від CFDA/Vogue Fashion Fund, а в 2013 році Меєр був номінований на премію CFDA Swarovski за дизайн аксесуарів. У 2015 році вона розробила обручку для одруження Дженніфер Еністон з Джастіном Теру, і компанія відзначила їх десятирічний ювілей, співпрацюючи з Барні над осінньою колекцією готового одягу з дванадцяти предметів Barneys New York XO Jennifer Meyer.
- У 2017 році вона увійшла до 20 найкращих дизайнерів червоної доріжки Голлівуду 2017 року.
- У 2018 році Меєр відкрила свій перший звичайний бутик в рамках проекту Caruso Palisades і запустила електронну комерцію на своєму вебсайті.
- У 2018 році, у відповідь на руйнівну пожежу Woolsey в Малібу, Меєр пожертвував 25 % тижневих продажів Jennifer Meyer Jewelry в Інтернеті та в магазинах благодійній організації Baby2Baby, яка допомагає сім'ям, які постраждали від пожеж у Каліфорнії.

## Особисте життя
Меєр познайомився з актором Тобі Магвайром у 2003 році, коли він знімав «Сухар» на Universal Studios, і вони заручилися в квітні 2006 року. Їхня дочка народилася 10 листопада 2006 року. Меєр і Магвайр одружилися 3 вересня 2007 року в місті Кайлуа-Кона, Гаваї . Їх друга дитина, син, народився 8 травня 2009 року. У жовтні 2016 року Магвайр і Меєр оголосили про розлучення.